# 奥梅罗·阿里德希斯
奥梅罗·阿里德希斯（西班牙語：Homero Aridjis，1940年4月6日—），墨西哥诗人、小说家、环保活动家、记者、前大使和国际笔会前主席。
1940年4月6日出生于墨西哥米却肯州孔特佩克，父亲是希腊人，母亲是墨西哥人。他是五个兄弟中最小的一个。父亲在第一次世界大战和希土战争期间在希腊军队服役，当时他的家人被迫逃离小亚细亚士麦那东南部提尔的家。奥梅罗10岁时在一次事故中险些丧命，之后他成为一名勤奋的读者并开始写诗。 1959年，他获得了洛克菲勒基金会支持的墨西哥城写作中心的奖学金，成为该中心55年历史上获得该奖金的最年轻的作家。
阿里德希斯出版了50本诗歌和散文集，其中许多被翻译成十几种语言。他的荣誉包括：1964年，《米兰多拉入睡》获得 Xavier Villaurrutia年度最佳图书奖。1988年，凭借西班牙语小说《新世界回忆录》获得黛安娜-诺维达德斯文学奖。1992年，凭《1492年：胡安·德·卡韦松的生活与时代》的意大利语译本，获得格林赞·加富尔最佳外国小说奖。他因其诗歌和散文获得法国罗杰·凯略斯奖，并因其诗歌获得塞尔维亚最高文学荣誉斯梅代雷沃金钥匙奖。2005年，米却肯州授予他首届埃伦迪拉州艺术奖。最近，他在意大利获得了三项诗歌奖：2013年国际诗歌奖、卡马约雷文学奖和博洛尼亚大学当代诗歌中心埃琳娜·维奥拉尼·兰迪国际诗歌奖（2016年）；以及拉奎拉国际文学奖（2019年） 。